# Trachinotus teraia
Espèce
Statut de conservation UICN

 LC  : Préoccupation mineure
Trachinotus teraia est une espèce de poisson tropical de la famille des Carangidae réparti dans les milieux dulçaquicoles, saumâtres et marins de l'Atlantique Est du Sénégal à l'Angola.

## Description
Ce poisson présente une teinte brune sur le dos. Toutes ses nageoires sont d'un brun foncé, mais la partie antérieure de la nageoire anale arbore un éclat métallique brillant, avec des reflets argentés chez certains individus et dorés chez d'autres, une variation qui pourrait dépendre de l'état de conservation.
Les caractères distinctifs de T. teraia sont décrits de façon détaillée par Smith-Vaniz et Berry (FAO, 1981) :

« Corps court et haut (sa hauteur est contenue 1,8 à 2,5 fois dans la longueur à la fourche) avec les profils supérieur et inférieur similaire et profil de la tête oblique jusqu'à un museau obtus; yeux petits, leur diamètre contenu 2,8 à 4,6 fois dans la longueur de la tête; mâchoire supérieure très étroite à l'extrémité et s'étendant jusqu'au dessous du bord supérieur de la pupille; mâchoire inférieure incluse; dents des mâchoires petites coniques et recourbées, constituant en une bande à l'avant, recourbées vers l'arrière; pas de dents sur la langue à aucune taille; branchiospines (rudiments compris), 5 à 7 supérieures, 9 à 13 inférieures. »

— Smith-Vaniz et Berry

## Répartition

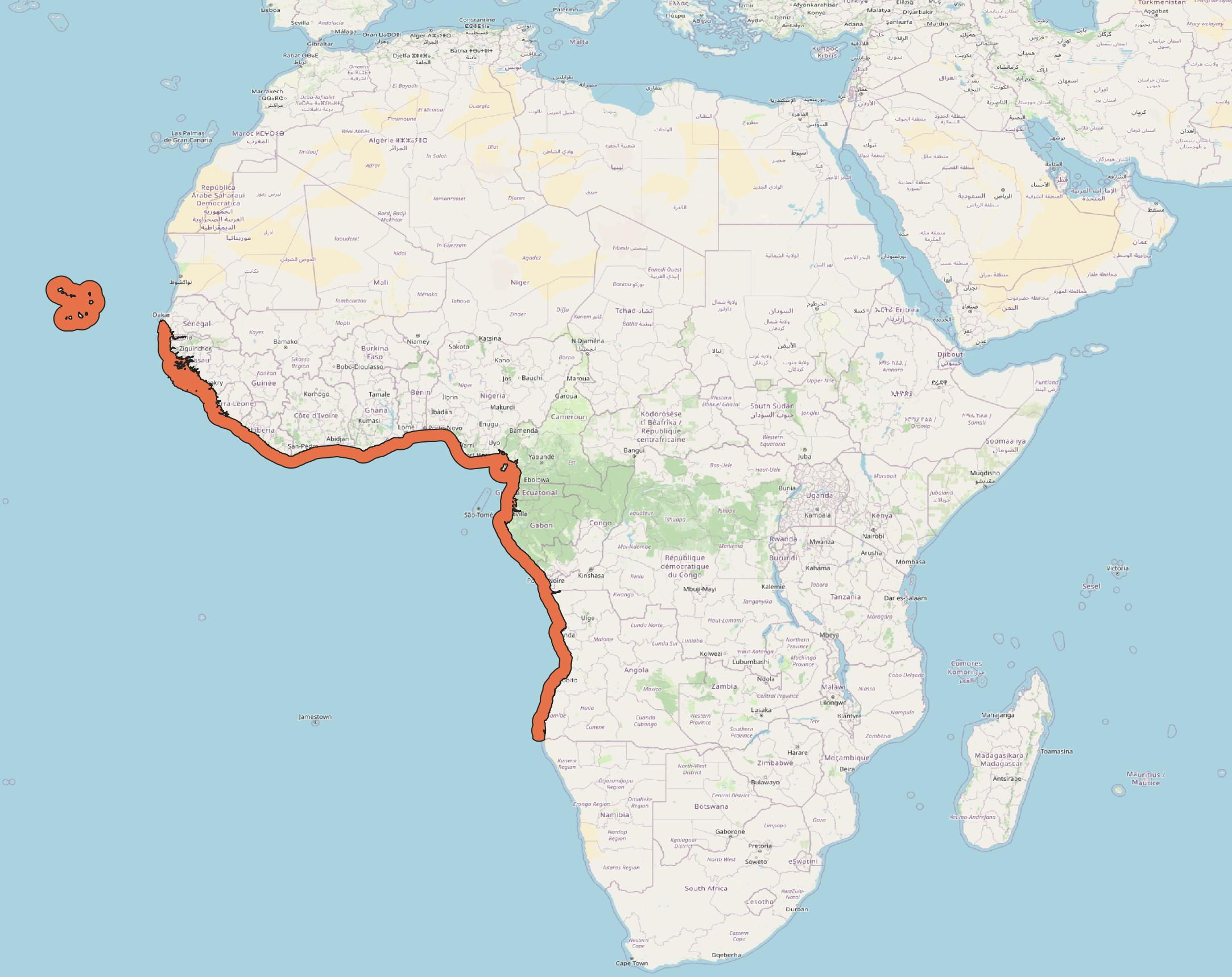
Distribution de T. teraia d'après l'UICN

D'après l'UICN, cette espèce habite les eaux côtières peu profondes et pénètre dans les estuaires, allant occasionnellement loin en amont dans les rivières. Elle est répartie sur la côte occidentale de l'Afrique du Sénégal à l'Angola, et se rencontre dans les pays suivants : Angola, Bénin, Cameroun, Cap-Vert, Côte d'Ivoire, Gabon, Gambie, Ghana, Guinée équatoriale, Guinée-Bissau, Guinée, Liberia, Nigeria, République du Congo, République démocratique du Congo, Sierra Leone, Sénégal, Togo.

## Systématique
Le nom valide complet (avec auteur) de ce taxon est Trachinotus teraia Cuvier, 1832.
Trachinotus teraia a pour synonyme :
- Trachinotus martini Steindachner, 1870

## Publication originale
- Cuvier, G. ; Valenciennes, A. (1832). Histoire naturelle des poissons. Tome huitième. Livre neuvième. Des Scombéroïdes. v. 8: i-xix + 5 pp. + 1-509, Pls. 209-245. [Cuvier authored pp. 1-470; Valenciennes 471-509. Date of 1831 on title page. i-xv + 1-375 in Strasbourg edition.].

## Habitat
L'espèce est classée parmi les espèces « Estuariennes d'origine marine » (Em) dans la classification d'Albaret pour les poissons des milieux estuariens et lagunaires d'Afrique de l'Ouest et « Marine immigrant » dans celle de Whitfield.

## Biologie
La reproduction et l’alimentation de Trachinotus teraia ont été extensivement étudiées dans la lagune Ebrié (Côte d’Ivoire) sur deux ans (février 2004 à janvier 2006). La croissance des mâles et femelles suit un modèle de von Bertalanffy et est de type allométrique positif. Deux périodes de recrutement annuelles ont été identifiées, coïncidant avec la fin des périodes de reproduction : une longue de février à avril et une courte de septembre à octobre. La maturité sexuelle est atteinte à 199 mm pour les mâles et 212 mm pour les femelles. Les indices gonadosomatique, hépatosomatique et le facteur de condition montrent que les réserves hépatiques sont mobilisées pour la reproduction. La fécondité varie selon la taille des femelles, avec des ovocytes légèrement plus grands pendant la période longue de reproduction.
Trachinotus teraia est un prédateur de premier niveau principalement benthophage. Son régime alimentaire dépend de la taille, des saisons et des lieux. Il inclut principalement des mollusques (Corbula trigona, Pachymelania fusca quadriseriata) et des crustacés (Callinectes amnicola). Les poissons plus grands adoptent des stratégies de prédation plus complexes, et le régime alimentaire varie selon l’accessibilité et la disponibilité des proies en fonction des saisons hydrologiques et des sites.